# Hengxiang Cycling Team/Saison 2014
Dieser Artikel listet Erfolge und Fahrer des Radsportteams Hengxiang Cycling Team in der Saison 2014 auf.

## Erfolge in der UCI Asia Tour
| Datum      | Rennen                                    | Kat. | Fahrer        |
| ---------- | ----------------------------------------- | ---- | ------------- |
| 12. August | Chinesische Meisterschaft – Straßenrennen | CN   | Zhao Jingbiao |

## Abgänge – Zugänge
| Zugänge                     | Team 2013 | Abgänge                    | Team 2014                         |
| --------------------------- | --------- | -------------------------- | --------------------------------- |
| Ma Guangtong                | Neoprofi  | Shan Shuang                | Giant-Champion System Pro Cycling |
| Zhao Jingbiao               | Neoprofi  | Li Fuyu                    | Karriereende                      |
| Gao Zhikang (ab 1. Juli)    | Neoprofi  | Liu Hui                    | Unbekannt                         |
| Yan Meng (ab 1. Juli)       | Neoprofi  | Zhao Guibao                | Unbekannt                         |
| Yang Zhanshan (ab 1. Juli)  | Neoprofi  | Han Xuxiang (bis 30. Juni) | Unbekannt                         |
| Zheng Zhang (ab 25. August) | Neoprofi  | Liu Yilin (bis 30. Juni)   | Unbekannt                         |
|                             |           | Xing Fu (bis 30. Juni)     | Unbekannt                         |

## Mannschaft
| Name          | Geburtstag         | Nationalität        |
| ------------- | ------------------ | ------------------- |
| Gao Zhikang   | 15. September 1995 | Volksrepublik China |
| Liu Jianpeng  | 12. März 1993      | Volksrepublik China |
| Ma Guangtong  | 5. Mai 1995        | Volksrepublik China |
| Shi Hao       | 16. März 1994      | Volksrepublik China |
| Wang Bo       | 12. September 1993 | Volksrepublik China |
| Wang Meiyin   | 26. Dezember 1988  | Volksrepublik China |
| Yan Meng      | 11. April 1995     | Volksrepublik China |
| Yang Zhanshan | 24. Juli 1995      | Volksrepublik China |
| Zhao Jingbiao | 6. März 1995       | Volksrepublik China |
| Zheng Zhang   | 1. Februar 1995    | Volksrepublik China |